# Micronación

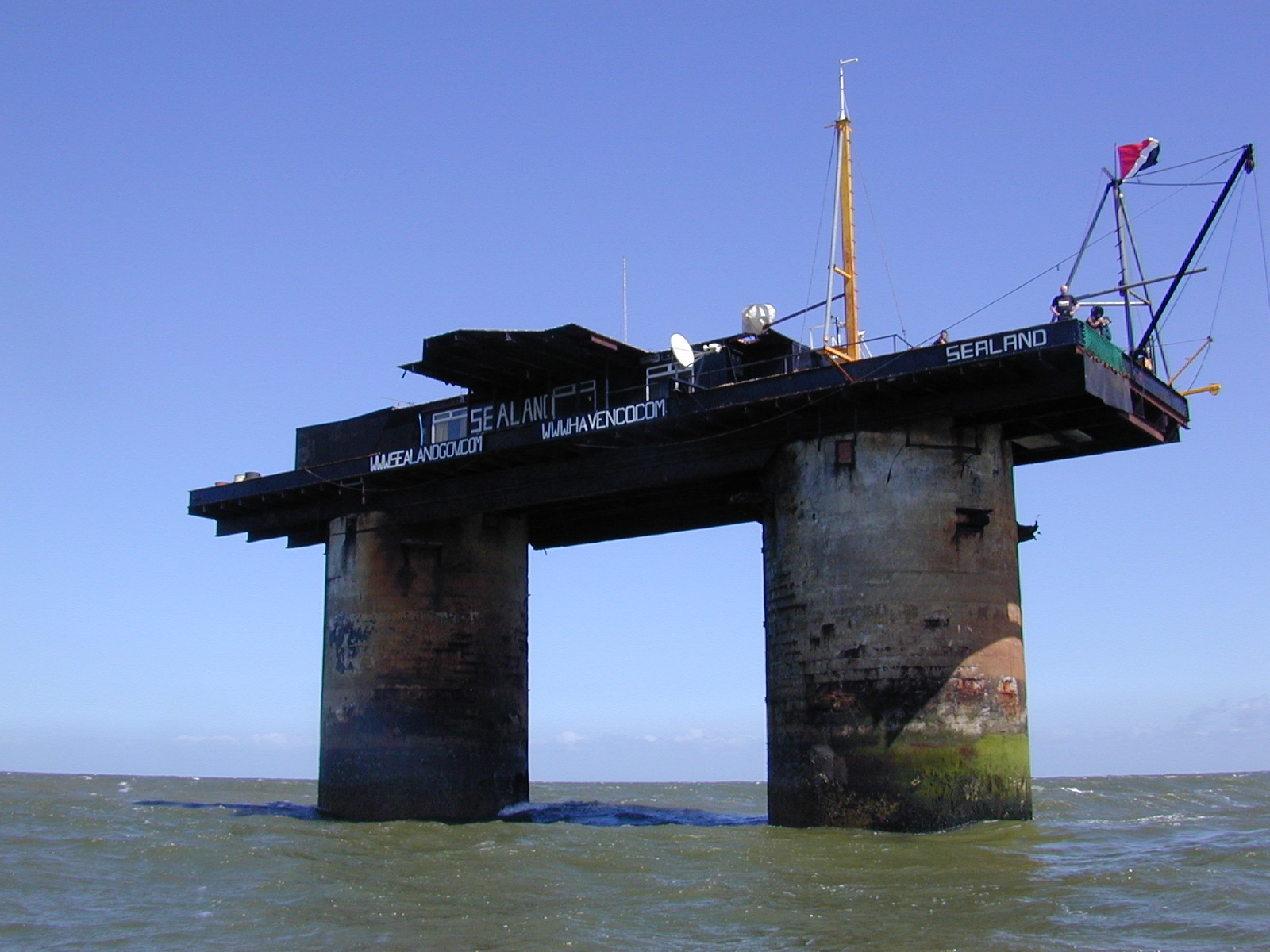
El Principado de Sealand

Una micronación es una entidad constituida como un país modélico, que sostiene ser un Estado independiente, pero carece del reconocimiento de los demás Estados y de los organismos internacionales, ocupa un territorio muy pequeño o imaginario, posee una escasa población y no posee ninguno de los atributos de un Estado como el monopolio de la fuerza, la soberanía del territorio o el control de su población.
Han sido definidas como «naciones autoproclamadas que realizan e imitan actos de soberanía y adoptan muchos de los protocolos de las naciones, pero que carecen de una base en el derecho nacional e internacional para su existencia y no son reconocidas como naciones en foros nacionales o internacionales». Si bien algunas micronaciones reclaman de manera efectiva un territorio, la mayoría de ellas existen de manera virtual en una parcela, un espacio social como un club o incluso un dominio de internet. El estudio académico de las micronaciones y gobiernos alternativos es conocido como micropatrología.
No se debe confundir el término con el de Estados con reconocimiento limitado o el de micro-Estado.

## Terminología
La palabra micronación es un neologismo originado en la década de 1970 en los medios de habla inglesa, para describir a ciertas organizaciones o entidades que pretendían, con mayor o menor grado de seriedad, actuar como estados soberanos. No debe ser confundido con los términos Micro-Estado y país imaginario, que se refieren a otro tipo de entidades.

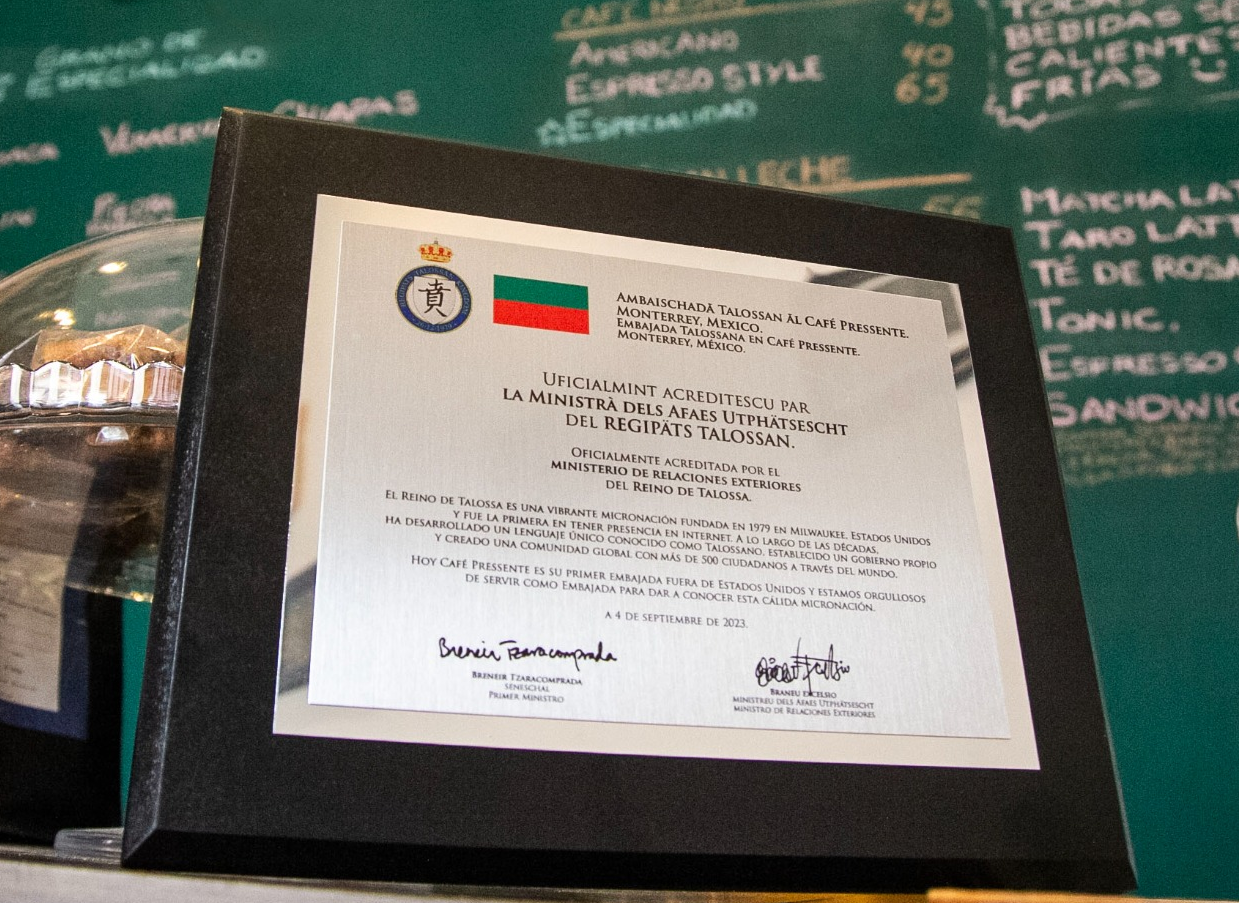
Placa de la embajada del Reino de Talossa en Monterrey, México.

A diferencia de los movimientos de autodeterminación o de los estados con reconocimiento limitado, una micronación no basa su existencia en una reivindicación histórica o cultural, sino en criterios de tipo artístico, lúdico o político. Sin embargo, también expresan su intención de reconocimiento internacional y/o de soberanía sobre un territorio.
Las micronaciones también se distinguen de los países imaginarios porque se enfocan en producir todos los elementos simbólicos y burocráticos de un estado, tales como banderas, himnos, pasaportes, sellos, moneda, títulos y embajadas en otras partes del mundo, mientras que los países ficticios suelen ser parte de una obra mayor generalmente literaria o audiovisual.  
Por último las micronaciones no deben confundirse con los microestados, que son estados soberanos reconocidos legítimamente con un territorio relativamente pequeño.

## Características

### Motivaciones
Entre los motivos para la creación de una micronación tenemos el realizar experimentos teóricos sobre cómo organizarse los estados, también divertimentos cómicos, fruto de una expresión de enfado y frustración, o para realizar una pantalla para ocultar actos delictivos.
Algunas micronaciones han captado la atención de las autoridades estatales debido a que son utilizadas como medio para realizar estafas y lavado de dinero, como ha sido el caso del Dominio de Melquizedek y el Reino de EnenKio. En otros casos su creación únicamente obedece al activismo político, como han sido los casos del Reino Gay y Lésbico de las Islas del Mar del Coral, y las micronaciones establecidas por Greenpeace.

### Estatidad
En derecho internacional, las dos escuelas de pensamiento de lo que constituye un estado están representadas por las teorías constitutiva y declaratoria la creación del estado soberano. 
La teoría constitutiva fue establecida en la Paz de Westfalia y el Congreso de Viena.
En la teoría constitutiva, la satisfacción del estatus de estado por parte de un estado emergente requiere el prerrequisito del reconocimiento por parte de estados prexistentes, para formar parte de la comunidad internacional.
La teoría declarativa fue definida en la Convención de Montevideo sobre derechos y deberes de los estados, que establece un criterio para la definición de estado en el artículo 1:

El estado como persona de Derecho Internacional debe reunir los siguientes requisitos:
I. Población permanente.
II. Territorio determinado.
III. Gobierno
IV. Capacidad de entrar en relaciones con los demás estados.
artículo 1 de la Convención de Montevideo sobre Derechos y Deberes de los estados

El primer párrafo del artículo 3 de la Convención de Montevideo explícitamente dice que: «La existencia política del estado es independiente de su reconocimiento por los demás estados».
Respecto al criterio de población permanente se supone su intencionalidad de habitar un territorio de forma permanente, y que el territorio sea habitable. En cuanto al criterio de territorio definido y determinado no se prescribe un territorio mínimo y aunque no se prescriben unas fronteras, el estado debe clarificar el ámbito territorial reclamado. En cuanto al criterio de Gobierno, no se prescribe un tipo específico sino la efectividad para poner en marcha una maquinaria organizativa para ejercer autoridad sobre la población del territorio. Finalmente, en cuanto a la capacidad de entrar en relaciones con los demás estados se refiere a la potencialidad técnica y financiera para de un estado para representarse en sus relaciones con los demás estados, aunque sea de forma delegada por otro estado.
Según la teoría declaratoria, el estatus de estado se adquiere por los hechos sin necesidad de reconocimiento por parte de los estados preexistentes, de modo que el reconocimiento de un estado emergente por el resto de estados es un mero acto simbólico ("declaratorio") de reconocimiento de que el nuevo estado ha satisfecho los criterios del estatus de estado. Es este el criterio que mantuvo el Comité de Arbitraje de Badinter el 29 de noviembre de 1991 al establecer que el reconocimiento de otros estados es meramente declaratorio.
Sin embargo, ni una ni otra teoría son absolutas en cuanto a la práctica internacional. La práctica internacional ha establecido que los cuatro criterios de la Convención de Montevideo están supeditados al contexto y modo en el que la reclamación de estatus de estado se hace, pero además esos criterios deben ampliarse con el reconocimiento internacional, ya que no se puede reclamar ser un estado de forma realista sin los correspondientes derechos y obligaciones del resto de estados preexistentes deben cumplir con el estado emergente; también con la observancia de las normas legales internacionales, como no usar la fuerza para crear nuevos estados o extender el territorio de un estado; y también con la membresía en la comunidad internacional a través de organizaciones regionales e internacionales, convenios multilaterales y asociaciones intergubernamentales.
Con estas premisas, las micronaciones tratan de adoptar los rasgos identificativos de la estatalidad para asemejarse a los estados soberanos, de esta forma, las micronaciones tienen pocos habitantes y reclaman un territorio reducido, aunque sea el jardín de su casa, crean instituciones de gobierno en miniatura e instituyen parafernalia simbólica que les permita asemejarlos a los estados soberanos como disponer de bandera, himno, moneda y sellos postales, incluso emitir pasaportes, redactar una constitución, o buscar alguna forma de reconocimiento. Sin embargo, ninguna obtiene reconocimiento por parte de ningún estado soberano.

## Historia

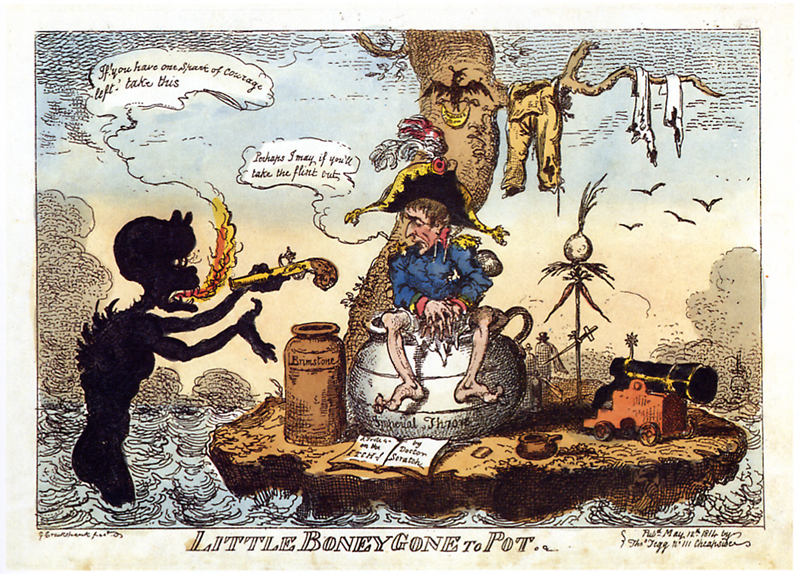
Caricatura de Napoleón confinado en la isla de Elba

Un antecedente importante de las llamadas micronaciones es el Principado de Elba, creado en el territorio de la isla de Elba para que fuera regentado por Napoleón Bonaparte, cuando, a su vez, servía de lugar de exilio. La isla en este período no era esencialmente una nación, pues estaba supeditada al control de los enemigos de Bonaparte y su creación no fue producto de las aspiraciones de los habitantes de la isla.
En 1820 el aventurero escocés Gregor MacGregor autodeclarado cacique de Poyais, una nación ficticia ubicada en la costa de Mosquitos, logra engañar a varios inversionistas y colonos ingleses atrayéndolos a su supuesto país, solo para descubrir un pantano.  
Las primeras micronaciones organizadas como nación-estado aparecerían desde el siglo XIX. Algunas serían fundadas por oportunismo, como el Reino de la Araucanía y la Patagonia creado en 1860 por el francés Orélie Antoine de Tounens. 
Durante el siglo XX aparecerían nuevas micronaciones, algunas como resultado de "errores" en tratados históricos como el Principado de Seborga, una ciudad-estado en la región italiana de Liguria, cerca del sur de la frontera con Francia, cuya historia comienza en la Edad Media.
En los años 60 y 70 surgen varias micronaciones. En 1967, sobre una plataforma militar abandonada de la II Guerra Mundial es creado el Principado de Sealand, micronación que sería la primera en lograr cierto tipo de reconocimiento. Le seguiría la Isla de las Rosas, una plataforma de 400 metros cuadrados construida en 1968 en aguas internacionales de la ciudad italiana de Rímini, en el mar Adriático, la cual imprimió sellos y declaró el esperanto como idioma oficial. Sin embargo, poco después de su formalización, la marina de guerra italiana la invadió y destruyó. 

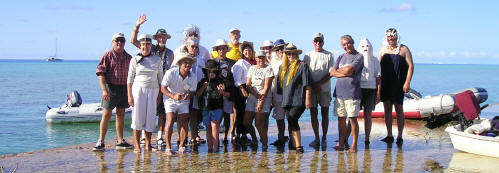
Desembarco en la República de Minerva

La República de Minerva, un proyecto libertario logra establecer una isla artificial en los arrecifes de Minerva al sur de Fiyi en 1972 para terminar siendo invadida por Tonga, que finalmente la anexaría. Aparecerían otros ejemplos que no pasarían de ser micronaciones virtuales, existentes solo en el mundo digital.
Seguirían apareciendo otros casos como la región separatista de Hutt River, se declara independiente en 1970, cuando el australiano Leonard George Casley declaró su granja propiedad independiente después de una disputa por cuotas de trigo, logra obtener cierta autonomía de Australia sustentada en recursos legales.
El Reino de Talossa es notorio por ser fundado en 1979 en el cuarto del adolescente Robert Madison, quien desarrollaría un lenguaje construido llamado el idioma talosano que sigue siendo perfeccionado en la actualidad. Madison aseguraba ser la primera persona en acuñar el término micronación y creó la Liga de Micronaciones en 1995, año en que el Reino de Talossa llegó a Internet, donde se mantiene vigente gracias al aporte voluntario de sus ciudadanos.
La República de Molossia fundada en 1999 por el estadounidense Kevin Baugh cerca de Dayton, Nevada, en los Estados Unidos de América. Hasta un personaje de la televisión británica, Danny Wallace en 2004 intentó y falló al crear una nación llamada Lovely en su piso al este de Londres, como parte de la serie de la BBC TV How to Start Your Own Country.

## Impacto de internet
Muchas micronaciones pasaron de ser simples curiosidades a casos de estudio gracias al uso del Internet, los gobernantes de dichas entidades han usado esta herramienta para promover el turismo, el cual es en muchas ocasiones la principal fuente de ingresos, pero también para conseguir notoriedad y establecer una representación oficial.[cita requerida] También existen micronaciones, como el Reino de Talossa, que mantienen activos sus foros y servidores gracias al aporte voluntario de sus ciudadanos. Gran número de micronaciones territoriales al viejo estilo, incluyendo la provincia de Hutt River y Sealand, mantienen sitios web que sirven en gran parte para dar a conocer sus reclamaciones y promocionarse. Estas dos mencionadas anteriormente son micronaciones que reclaman su derecho a obtener estatus de estado en otras entidades internacionales, y no meras cibernaciones o países creados solo en Internet.[cita requerida]
También han surgido micronaciones virtuales, entidades que solo existen en la Internet y que no poseen un territorio físico.

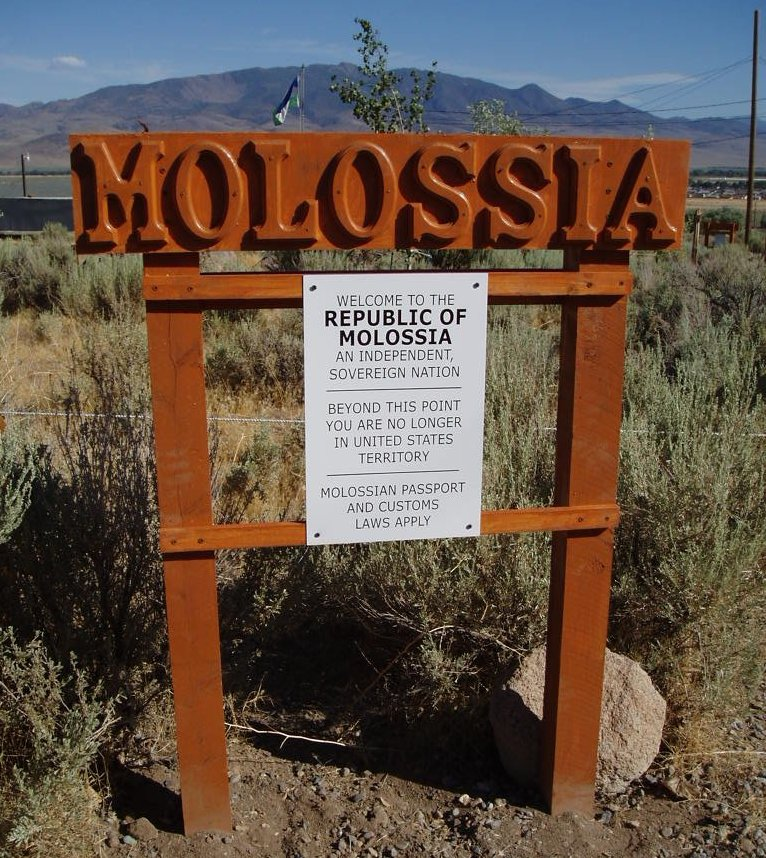
Frontera de Estados Unidos con la pequeña República de Molossia

## Atención académica, literaria y de los medios
Ha habido una pequeña pero creciente atención hacia el fenómeno de las micronaciones en los años recientes. El mayor interés en los círculos académicos ha estado en el estudio de las situaciones de aparentes anomalías legales que afectan a entidades como Sealand y la provincia de Hutt River, investigando cómo algunas micronaciones representan ideas políticas fundamentales y en la creación de entidades que representan su papel para propósitos institucionales.[cita requerida]
También los líderes de las micronaciones, quienes se han convertido en una especie de celebridad, llegando hasta las páginas de los principales periódicos del mundo.